# Chemba (Distrikt)
Chemba ist ein Distrikt der Provinz Sofala in Mosambik mit Verwaltungssitz in der Stadt Chemba.

## Geographie
Er liegt im Norden der Provinz und sein Gebiet grenzt im Osten und im Norden an den Distrikt Mutarara in der Provinz Tete, im Westen an den Distrikt Tambara in der Provinz Manica und im Süden an die Distrikte Maringué und Caia.
Der Distrikt liegt am rechten Ufer des Flusses Sambesi, der ihn auch von der Provinz Tete abgrenzt. Das Klima ist im ganzen Distrikt tropisch, halbtrocken am Sambesi, trocken im Landesinneren.

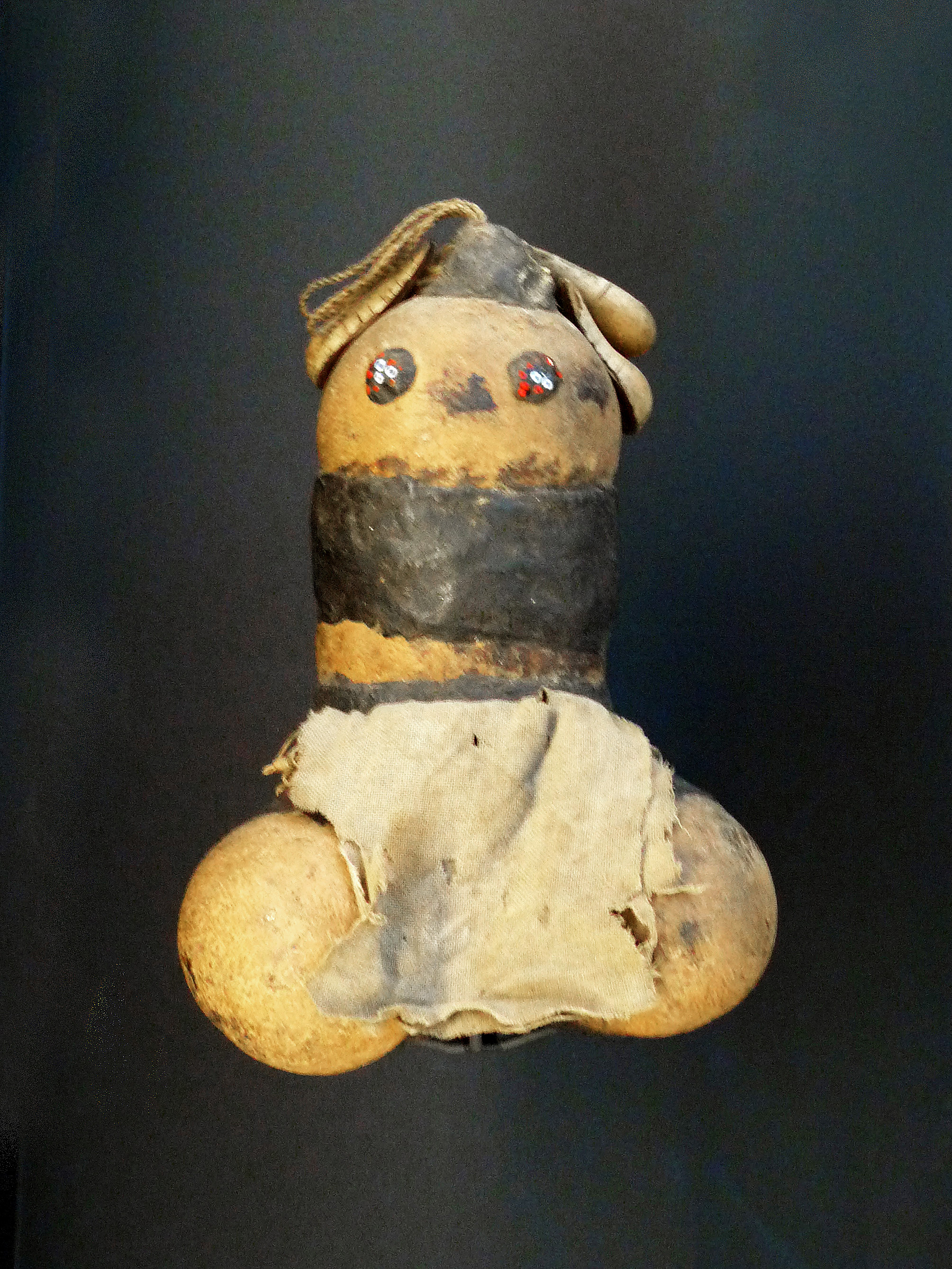
Puppe der Ethnie Nsenga in der Provinz Chemba

## Bevölkerung
Der Distrikt Chemba ist 3.978 Quadratkilometer groß und hatte 2017 eine Einwohnerzahl von 83.257 Menschen. Das entspricht einer Bevölkerungsdichte von 21 Personen pro Quadratkilometer. Die Bevölkerung ist extrem jung, über 52 Prozent sind unter 15 Jahre alt. Über 80 Prozent der Bevölkerung sind Analphabeten, einen besonders hohen Anteil haben ältere Personen und Frauen.

## Einrichtungen und Dienstleistungen
In Distrikt befinden sich (Stand 2013) 86 Grundschulen (Primárias) und fünf weiterführende Schulen (Secundárias). Von den Grundschulen sind 66 öffentliche und 20 private Schulen, von den weiterführenden Schulen sind vier Privatschulen. 
In Chemba gibt es sieben Gesundheitszentren und eine Ambulanz.

## Verwaltungsgliederung
Der Distrikt Chemba ist in drei Verwaltungsposten (postos administrativos) gegliedert:
- Chemba
- Chiramba
- Mulima[1]

## Wirtschaft und Infrastruktur
Im Jahr 2007 hatte nur 0,3 Prozent der Bevölkerung von Chemba Zugang zu elektrischer Energie (12 Prozent in der Provinz Sofala), über 80 Prozent heizten mit Holz (26 Prozent in der Provinz Sofala). Nur zwei von 1000 Einwohnern besaßen ein Auto (20 von 1000 in der Provinz Sofala).

### Landwirtschaft
Im Jahr 2005 lebten 96 Prozent der Bevölkerung im Distrikt Chemba von der Landwirtschaft. 2010 gab es 8880  landwirtschaftliche Betriebe mit durchschnittlich 2,2 Hektar Land. Hauptsächlich angebaut wurden Mais (etwa ein Drittel der Anbaufläche), Maniok, Bohnen, Erdnüsse, Hirse und Süßkartoffel.

### Verkehr
Das Straßennetz im Distrikt umfasst 324 Kilometer (Stand 2005):
- EN 213: von Sena nach Chemba, 39 Kilometer
- EN 215: von Chemba nach Nfumbe: 65 Kilometer
- EN 445: von Chemba nach Chiramba: 75 Kilometer
- EN 446: von Chemba nach Catulene: 120 Kilometer
- EN 447: von Catulene nach Nhabatia: 25 Kilometer[1]

Zwischen Chemba und Beira gibt es einen halböffentlichen Personenverkehr.